# Lammertje Zondag
Lammertje Zondag (Geldermalsen, 12 maart 1868 - Hoensbroek, 18 januari 1945) was een Nederlandse crimineel en logementhoudster. Ze wordt ook wel gezien als de eerste vrouwelijke topcrimineel van Nederland.

## Levensloop
Zondag werd op 12 maart 1868 in Geldermalsen geboren. Ze was het buitenechtelijk kind van Hendrika Zondag en een onbekende vader. Toen Zondag drie jaar oud was, trouwde haar moeder met Aart de Weerd. Samen kregen zij 7 kinderen. In 1883 verhuisde het gezin naar Amsterdam.
In Amsterdam trouwde Zondag op 26 januari 1887 met Hermanus van Oenen. Zij kregen samen vijf kinderen, waarvan er één overleed op jonge leeftijd. Het huwelijk hield geen stand door overspel van Zondag en liep uit op een echtscheiding die op 13 juni 1895 werd uitgesproken.
Een jaar later, op 20 juni 1896, huwde Zondag met Gerhard Herman Beus. Beus was werkzaam als sjouwer bij de Hollandsche Spoorwegmaatschappij, maar werd daar ontslagen. Zeven dagen nadat Zondag huwde met Beus, op 27 juni 1896, overleed haar ex-man Van Oenen aan tuberculose. Met Beus kreeg Zondag in 1897 een zoon, Gerhard Herman Beus jr., maar deze overleed op jonge leeftijd.
Zondags kinderen werden in 1903 allemaal uit huis geplaatst. Haar oudste dochter Catharina Maria verhuisde naar het 'Gesticht Bethel'. Bethel was een ‘gesticht voor minderjarige, ontslagene gevangene of verwaarloosde en verlatene meisjes boven de zestien jaren.’ Dochter Hendrika en zonen Aart en Johannes gingen naar de ‘Inrichting voor Stadsbestedelingen’, een weeshuis in Amsterdam.

### Logement ‘De Vriendenkring’
In 1898 werd Zondag de nieuwe eigenaresse van logement ‘De Vriendenkring’ in de Sint Nicolaasstraat 29. Het logement was hiervoor in bezit van logementhouder Piet van Naarden die de naam van het logement had verzonnen. Het gebouw had op de begane grond een tapperij, waarvoor Zondag een vergunning had, en op de eerste verdieping een slaapkamer met meerdere bedden.
Het logement had een behoorlijk twijfelachtige reputatie en stond bekend als een bierhuis waarvan het cliënteel bestond uit dieven, oplichters en prostituees. Al snel ontstond er een criminele organisatie waar Zondag aan het hoofd stond. De leden van De Vriendenkring werden beschreven als misdadigers. Als zij dit nog niet waren, dan werden zij dat onder haar presidium, aldus het Rotterdamsch Nieuwsblad. De leden waren onder meer fietsendieven, inbrekers en zakkenrollers. Bekende misdadigers die betrokken waren bij De Vriendenkring waren onder andere ‘Jan de Grutter’, ‘Mottige Toon’, ‘Lange Luuk’, ‘Piet de Matroos’, ‘Kleine Franssie’, ‘De Zilveren Vingerhoed’, ‘Piessiemelouw’, ‘Magere Bertus’ en ‘Lutje Koetsier’. Ook Zondags man had geen vlekkeloze reputatie: in 1901 werd hij veroordeeld voor heling. Op 28 juli 1903 kwam hij weer vrij.
In augustus 1900 verhuisde Zondag naar de Sint-Annastraat waar ze de vriendenclub voortzette. Een jaar later, in 1901, werd Zondag gesommeerd het pand aan de Sint-Annastraat te verlaten, omdat een naastgelegen roggebroodfabriek het pand had opgekocht. Volgens dagblad De Tijd was dit tot grote vreugde van de bewoners van de straat. Zondag verhuisde haar logement van de Sint-Annastraat naar De Wittekade 38. Toen de eigenaar van het pand aan de De Wittekade erachter kwam wie Zondag was, zegde hij de huur van het pand op. Om die reden ging ze in 1901 in onderhandeling voor een ander pand. Begin mei 1901 werd logement De Vriendenkring verplaatst naar de Nieuwezijds Armsteeg 21. Voorheen was op dat adres logement ‘De Gouden Leeuw’ gevestigd. In 1903 verhuisde het logement opnieuw. Dit keer naar de Zeedijk 13.

### Arrestaties en veroordelingen

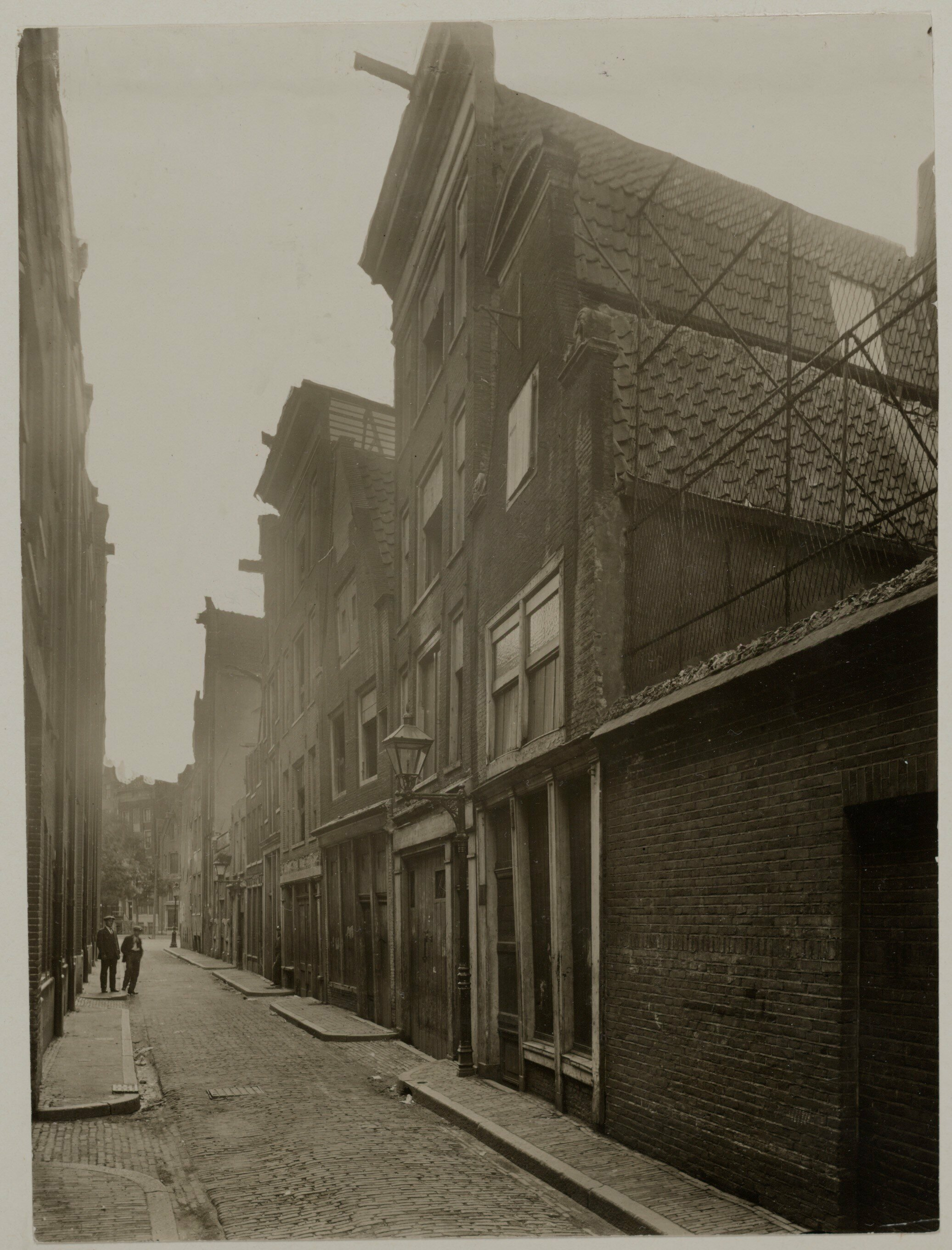
Nieuwezijds Armsteeg waar Logement 'de Vriendenkring' was gevestigd.

Vanaf de opening van het logement, werd Zondag door de politie in het oog gehouden. Tijdens een inval in 1898 werden meer dan honderd gouden en zilveren horloges gevonden. In haar kamer en in de kamers van de logees werd divers inbrekerstuig gevonden. Zondag werd niet vervolgd, maar er werd wel geconstateerd dat zij houdster was van een 'dievenhol'.
In december 1899 was er een grote inval in het logement. In totaal werden 21 mensen meegenomen naar het politiebureau voor verhoor. De politie nam meerdere voorwerpen uit het logement in beslag, waaronder breekijzers, lantaarns, ijzerboren, vijlen, sleutels en wapens. In Zondags kast vond de politie een aantal dolken en een geladen revolver. Naar eigen zeggen had Zondag deze aangeschaft om zich te kunnen verdedigen tegen haar gasten. Voor het vervoeren van de gestolen waar gebruikten 'de jongens van Lammertje' een paard en wagen die toebehoorde aan bendelid 'Lutje Koetsier'. Na een inbraak aan de Reguliersdwarsstraat werden deze in beslag genomen.
Zondag kwam ook daarna nog regelmatig in aanraking met de politie. In 1900 stond zij in de beklaagdenbank nadat zij een politieagent had uitgescholden. Het OM eiste om die reden een gevangenisstraf van 3 weken. In 1901 werden Zondag, haar dochter, haar man en 5 andere personen aangehouden omdat zij verdacht werden van diefstal. Uit het magazijn van J. Dankeman, fabrikant van korsetten en lingerie, werden diverse goederen gestolen. Alle verdachten waren verbonden met De Vriendenkring en waren welbekend bij de politie en justitie. Vanwege gebrek aan bewijs belandde Zondag nooit voor lang in de gevangenis, ondanks dat de politie grote vermoedens had van haar betrokkenheid bij diverse strafbare feiten.
In 1903 werd een inval gedaan door de politie in het pand aan de Nieuwezijds Armsteeg. In het logement van Zondag vonden zij diverse gestolen goederen terug, waaronder een gestolen kachel. De jongens ‘Jaapie van Amstel’, ‘De Schoenenbak’ en ‘Rooie Tienus’ werden gearresteerd. Alle drie de jongens waren bekend bij de politie. Op 9 mei 1903 werden Zondag en haar compagnon Mozes Pezaro veroordeeld voor het verkopen van de gestolen kachel die werd gevonden bij de inval. Zondag kreeg anderhalf jaar gevangenisstraf, Pezaro kreeg 2 jaar gevangenisstraf. De drie jongens die Zondag had ingezet om de kachel te stelen, kregen elk anderhalf jaar gevangenisstraf.

### Na haar gevangenisstraf
Nadat Zondag haar gevangenisstraf had uitgezeten, bleef ze op het rechte pad. Volgens het Genootschap tot Zedelijke Verbetering van Gevangenen werkte haar man in Düsseldorf als mijnwerker en hadden haar beide dochters een baan als dienstmeisje. Zondag verhuisde met haar gezin in 1918 naar Kerkrade. Twee van haar kinderen bleven in de provincie Limburg wonen en twee van hen keerden terug naar Amsterdam. Zondag overleed op 18 januari 1945 in Hoensbroek.